# ماپلتون (کانزاس)
ماپلتون (به انگلیسی: Mapleton) شهری در ایالت کانزاس کشور ایالات متحده آمریکا است که جمعیت آن در سرشماری سال ۲۰۱۰ میلادی، ۸۴ نفر بوده‌است.